# Cantone di Lasalle
Il Cantone di Lasalle era una divisione amministrativa dell'arrondissement di Le Vigan.
A seguito della riforma approvata con decreto del 24 febbraio 2014, che ha avuto attuazione dopo le elezioni dipartimentali del 2015, è stato soppresso.

## Composizione
Comprendeva i comuni di:
- Colognac
- Lasalle
- Monoblet
- Saint-Bonnet-de-Salendrinque
- Sainte-Croix-de-Caderle
- Saint-Félix-de-Pallières
- Soudorgues
- Thoiras
- Vabres